# Корегощ
Корегощ — озеро на севере Тверской области России, расположенное на территории Осташковского района.
Находится примерно в 8 км к северо-западу от города Осташков. Лежит на высоте 206,4 метров. Озеро округлой формы: длина около 1,5 км, ширина до 1 км. Площадь водной поверхности — 1,2 км². В западную часть озера впадает река Кокоревка. Из восточной части вытекает протока, впадающая в озеро Селигер. Площадь бассейна озера составляет 15,5 км². На северо-восточном берегу расположена деревня Заречье.

## Данные водного реестра
По данным государственного водного реестра России относится к Верхневолжскому бассейновому округу, водохозяйственный участок реки — Волга от Верхневолжского бейшлота до города Зубцов, без реки Вазуза от истока до Зубцовского гидроузла, речной подбассейн реки — бассейны притоков (Верхней) Волги до Рыбинского водохранилища. Речной бассейн реки — (Верхняя) Волга до Куйбышевского водохранилища (без бассейна Оки).
Код объекта в государственном водном реестре — 08010100411110000000459.